# Zbljevo
Zbljevo (en serbe cyrillique : Збљево) est un village du nord du Monténégro, dans la municipalité de Pljevlja.

## Démographie

### Évolution historique de la population
| 1948 | 1953 | 1961 | 1971 | 1981 | 1991 | 2003 |
| ---- | ---- | ---- | ---- | ---- | ---- | ---- |
| 142  | 284  | 210  | 200  | 192  | 169  | 180  |